# خاک‌زایی

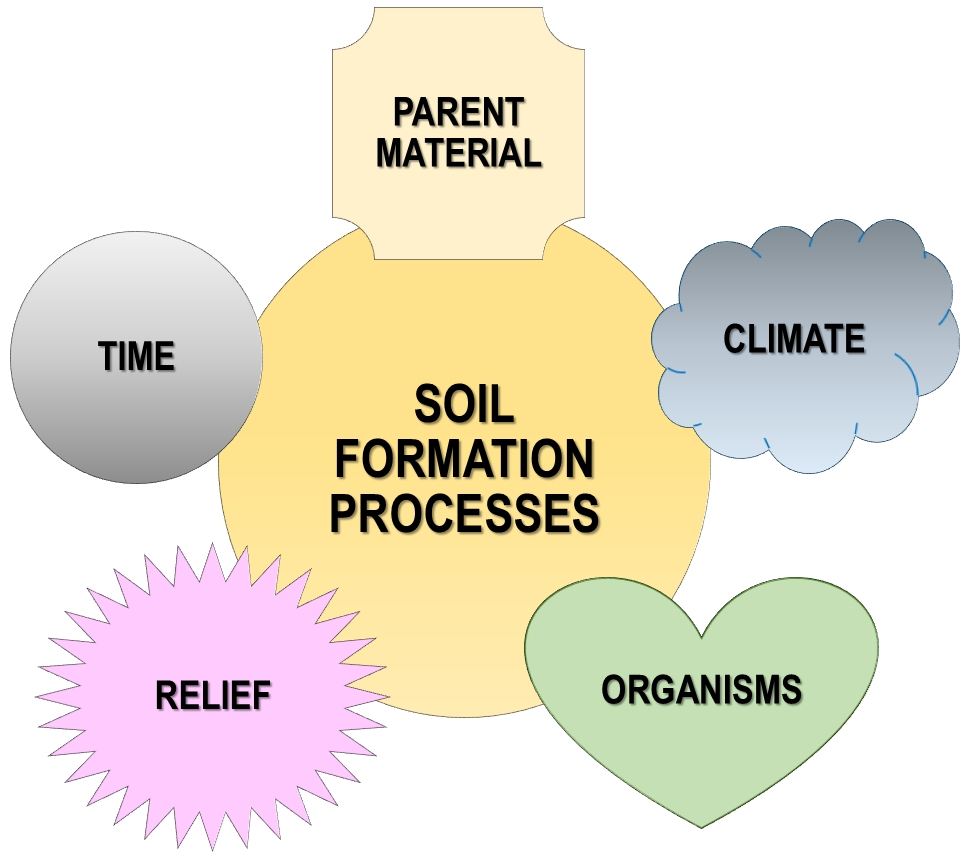
پنج عامل مؤثر در خاک‌زایی (سنگ مادر، اقلیم، ارگانیسم‌ها، ناهمواری و زمان)

خاک‌زایی یا پدوژنز (انگلیسی: Pedogenesis) که به آن تکامل خاک نیز گفته می‌شود، فرایند تشکیل خاک تحت تأثیر موقعیت، محیط طبیعی و گذشت زمان است. فرایندهای زیست‌شیمیایی هم باعث تشکیل و هم باث تخریب (ناهمسان‌گردی) خاک می‌شوند. این دگرگونی‌ها باعث توسعه لایه‌های خاک شده که به نام افق‌های خاک شناخته می‌شوند و به واسطه تفاوت در رنگ، بافت، ساختمان و شیمی خاک از هم متمایز می‌شوند. این عوارض در الگوهای پراکندگی نوع خاک روی داده و در پاسخ به تفاوت در عوامل شکل‌گیری خاک پدید می‌آیند.
خاک‌زایی به عنوان شاخه‌ای از دانش خاک‌شناسی مطالعه می‌شود که علم مطالعه خاک در محیط طبیعی آن است. دیگر شاخه‌های خاک‌شناسی مطالعه ریخت‌شناسی خاک و طبقه‌بندی خاک است. مطالعه خاک‌زایی در بررسی پراکندگی الگوهای خاک در زمان کنونی (جغرافیای خاک) و در دوره‌های زمین‌شناختی گذشته (دیرین‌خاک‌شناسی) اهمیت دارد.